# Jacob Birtwhistle
Jacob Birtwhistle (Launceston, 4 de enero de 1995) es un deportista australiano que compite en triatlón.
Ganó una medalla de bronce en el Campeonato Mundial de Triatlón de 2018, cuatro medallas en el Campeonato Mundial de Triatlón por Relevos Mixtos, entre los años 2016 y 2019, y dos medallas en el Campeonato de Oceanía de Triatlón, en los años 2015 y 2016.

## Palmarés internacional
| Campeonato Mundial                    | Campeonato Mundial       | Campeonato Mundial | Campeonato Mundial |
| Año                                   | Lugar                    | Medalla            | Prueba             |
| ------------------------------------- | ------------------------ | ------------------ | ------------------ |
| 2018                                  | Gold Coast (Australia)   | Medalla de bronce  | Individual         |
| Campeonato Mundial por Relevos Mixtos |                          |                    |                    |
| Año                                   | Lugar                    | Medalla            | Prueba             |
| 2016                                  | Hamburgo (Alemania)      | Medalla de plata   | Relevo mixto       |
| 2017                                  | Hamburgo (Alemania)      | Medalla de oro     | Relevo mixto       |
| 2018                                  | Hamburgo (Alemania)      | Medalla de plata   | Relevo mixto       |
| 2019                                  | Hamburgo (Alemania)      | Medalla de bronce  | Relevo mixto       |
| Campeonato de Oceanía                 |                          |                    |                    |
| Año                                   | Lugar                    | Medalla            | Prueba             |
| 2015                                  | Devonport (Australia)    | Medalla de oro     | Individual         |
| 2016                                  | Gisborne (Nueva Zelanda) | Medalla de bronce  | Individual         |